# Vicia ternata
Vicia ternata là một loài thực vật có hoa trong họ Đậu. Loài này được Z.D.Xia miêu tả khoa học đầu tiên.